# (6556) Arcimboldo
(6556) Arcimboldo ist ein Asteroid des Hauptgürtels, der am 29. Dezember 1989 vom tschechischen Astronomen Antonín Mrkos am Kleť-Observatorium (IAU-Code 046) bei Český Krumlov entdeckt wurde.
Der Asteroid wurde am 9. Mai 2001 nach dem italienischen Maler des Manierismus Giuseppe Arcimboldo (~1526–1593) benannt, der für seine Tafelbilder und seine verblüffenden Porträts aus Blumen, Früchten und Tieren berühmt wurde.